# Ecublens (Vaud)
Ecublens – miasto i gmina (commune) w zachodniej Szwajcarii, w kantonie Vaud, w okręgu (district) Ouest lausannois.  

## Demografia
W Ecublens mieszka 13 118 osób. W 2021 roku 47% populacji gminy stanowiły osoby urodzone poza Szwajcarią.

## Transport
Przez teren miasta przebiegają autostrada A1 oraz drogi główne nr 1, nr 135, nr 136 i nr 138. 